# De ballingen
De ballingen (originele titel The Exiles) is een horrorverhaal, geschreven door de Amerikaan Ray Bradbury in 1949. Hij gaf zelf aan dat zijn werk niet onder een noemer is te vangen en dat blijkt ook uit dit verhaal: het grenst als horrorverhaal aan het genre sciencefiction.
De ballingen verscheen oorspronkelijk als The mad wizards of Mars in het blad Maclean’s op 15 september 1949. In 1951 verscheen er een herdruk in The magazine of fantasy and sciencefiction (1951) getiteld The exiles. Het werd later met soortgelijke verhalen gebundeld in de verzameling The illustrated man. In het Nederlandse taalgebied verscheen het in de bundel De geïllustreerde man bij Born NV Uitgeversmaatschappij in de serie Born SF (1976).

## Het verhaal
Het is het jaar 2120. De samenleving draait geheel om wetenschap en vooruitgang, en kent geen plaats meer voor zaken als fictie. Met name horror wordt geschuwd. 100 jaar eerder, in 2020, heeft er een grote boekverbranding plaatsgevonden. Alle toen als verderfelijk beschouwde boeken, waaronder de werken van schrijvers als Edgar Allen Poe en Algernon Blackwood, H.P. Lovecraft en Ambrose Bierce  werden ingenomen en verbrand. Toch bleven enkele van hun schrijfsels illegaal bewaard en gelezen, zodat hun geesten en de door hun geschapen griezelwerelden nog bestaansrecht hadden.
De geesten van al deze schrijvers dwalen nog altijd rond op de planeet Mars, alwaar ze samen met hun literaire creaties een samenleving hebben opgebouwd. Onder de schrijvers bevinden zich ook William Shakespeare en Charles Dickens. Met name Dickens vraagt zich af, wat hij toch in dat gezelschap doet. De andere griezelschrijvers wijzen hem op zijn Christmas Carol, met enige griezelelementen daarin. Hun bestaan is echter geheel afhankelijk van de nog resterende exemplaren van hun boeken. Hun bestaan wordt echter bedreigd omdat een ruimteschip vanaf de aarde op weg is naar Mars om hier een kolonie te vestigen. Deze raket heeft bovendien de laatste resterende exemplaren van de verboden boeken bij zich.
De schrijvers en hun creaties proberen wanhopig de raket ervan te weerhouden Mars te bereiken, of anders zelf te vluchten naar Jupiter of Pluto. Zo vervloeken de drie heksen uit Macbeth de raketbemanning, en ronselt Poe alle literaire figuren om de raket bij aankomst te bestormen. Het mag echter niet baten. Bij aankomst verbrandt de kapitein van het schip de laatste boeken als symbolisch afscheid van de oude wereld van bijgeloof en horror. Hierdoor verdwijnen de geesten van de schrijvers definitief in het niets. De bemanning van de raket heeft niks van de geesten of personages gemerkt. Slechts 1 bemanningslid ziet tijdens de boekverbranding de Smaragden Stad uit De Tovenaar van Oz (welke hij als kind stiekem gelezen heeft) instorten.

## Verder info
Het verhaal begint met een discussie tussen de drie heksen uit Shakespeares Macbeth. Bradbury zou ze later weer opvoeren in andere verhalen en romans, zie bijvoorbeeld de titel Something wicked this way comes. Ook andere schrijvers werden door Bradbury in andere verhalen en boeken opgevoerd, zie zijn verhalen Pilar of fire en Usher II en de roman Fahrenheit 451.